# ズヴャズダ

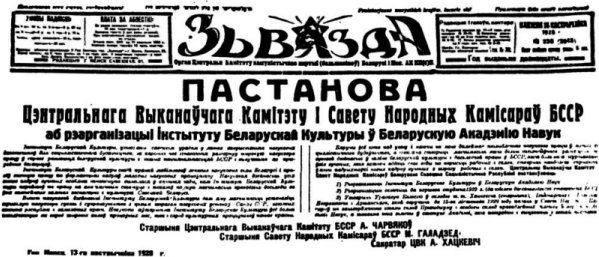
1928年のズヴャズダ

『ズヴャズダ』（ベラルーシ語: Звязда、[zʲvʲaˈzda]、「星」の意）とは、ベラルーシで刊行されている国営の日刊新聞である。1991年まで白ロシア共産党、共産党議会、政府の公的な機関紙として発行されていた。
ベラルーシ国内の日刊紙で唯一ベラルーシ語で書かれている新聞であり、1927年8月から紙面でベラルーシ語が使われるようになった。ズヴャズダはベラルーシ政府が運営しているが、2012年には発行部数が3万部に削減された。

## 沿革
1917年にズヴャズダはボリシェヴィキのミンスク委員会の機関として設立された。
ズヴャズダはロシア臨時政府によって2度廃刊されたが、発行は名前を変えて続けられた。第一次世界大戦とポーランド・ソビエト戦争が起きたある時期には、ズヴャズダはロシアのスモレンスクで発行された。1944年7月10日より、ズヴャズダの編集部はミンスクに置かれる。第二次世界大戦中、ベラルーシに潜伏していた共産主義者たちはナチス・ドイツの占領下に置かれていた地域で非合法にズヴャズダを発行しようと試みた。